# 우메바야시역
우메바야시역(일본어: 梅林駅)은 일본 후쿠오카현 후쿠오카시 조난구 우메바야시 4초메에 소재하는 후쿠오카 시 교통국 지하철 나나쿠마 선의 역이다. 역 번호는 N05이다.
역의 심벌 마크는 지명에서 유래한 나무에 피는 매화를 형상화한 것이다. 역 식별 색은 ■DIC-50로, 덴진미나미 역, 사쿠라자카 역과 공통이다.

## 역 구조
섬식 승강장 1면 2선의 지하역이다.

### 승강장
| 1 | ■나나쿠마 선 | 후쿠다이 앞・롯폰마쓰・야쿠인・덴진미나미 방면 |
| 2 | ■나나쿠마 선 | 하시모토 방면                                  |

## 이용 상황
2015년도의 1일 평균 승차 인원은 1,425명이다. 개통 이후 증가세가 이어지고 있지만 나나쿠마 선의 역 또는 후쿠오카 시영 지하철 역 중에서는 가장 적은 이용률이다.
개통 이후 1일 평균 승차 인원의 추이는 아래 표와 같다.
| 연도   | 1일 평균 승차 인원 |
| ------ | ------------------ |
| 2004년 | 751                |
| 2005년 | 663                |
| 2006년 | 810                |
| 2007년 | 919                |
| 2008년 | 965                |
| 2009년 | 1,058              |
| 2010년 | 1,074              |
| 2011년 | 1,133              |
| 2012년 | 1,173              |
| 2013년 | 1,251              |
| 2014년 | 1,384              |
| 2015년 | 1,425              |

## 역 주변
역 주변에는 국도 제202호선 후쿠오카 외곽 환상 도로의 후쿠다이 터널이 완성되었다. 또한, 후쿠오카 고속 순환선이 지상의 고가를 통과하고 있다.
원래 일대의 주택가였던 것을 용지 매수에 의하여 간선 도로와 철도를 정비하였다. 2006년 8월에는 역 앞에 스포츠 클럽이 오픈하였다.
- 우메바야시나카 공원
- 우메바야시 고분군
- 후쿠오카 대학・후쿠오카 대학 병원
- 후쿠오카 시립 우메바야시 중학교
- 후쿠다이 터널
- 시영 우메바야시 제2공단
- 홀리데이 스포츠 클럽 후쿠오카 우메바야시 점
- 야마토 운수 후쿠오카 우메바야시 영업소
- 타임스 파크 후쿠오카 우메바야시

## 역사
- 2005년 2월 3일: 영업 개시.
- 2007년 2월: 오토바이・자전거 주차장 개설.

## 인접역
| 후쿠오카 시 교통국 ■ 지하철 나나쿠마 선 | 후쿠오카 시 교통국 ■ 지하철 나나쿠마 선 | 후쿠오카 시 교통국 ■ 지하철 나나쿠마 선 |
| --------------------------------------- | --------------------------------------- | --------------------------------------- |
| N04 노케 하시모토 방면                  |                                         | 후쿠다이 앞 N06 덴진미나미 방면         |